# Tom Staal
Tom Staal, alias van Tom Löbermann (Utrecht, 1 januari 1977), is een Nederlandse parlementaire verslaggever en journalist. 
Staal begon zijn carrière als verslaggever bij GeenStijl. Spraakmakend was de reportage die hij maakte over frauderende parlementariërs van het Europees Parlement. In 2014 stapte hij over naar de publieke omroep. PowNed In 2017 keerde Staal terug naar GeenStijl en vanaf 2022 maakte hij items bij Veronica Offside en Vandaag Inside. Sinds 2025 is Staal sidekick in het WNL-praatprogramma Goedenavond Nederland. 